# 列琴斯基农村居民点
列琴斯基农村居民点（俄语：Реченское сельское поселение）是俄罗斯联邦伏尔加格勒州阿列克谢耶夫斯卡亚区所属的一个农村居民点。其下辖有4个居民点，行政中心为列琴斯基。据2016年统计，该农村居民点的人口为593人。